# 웅지홍
웅지홍(熊摯紅)은 중국 초나라의 제7대 군주이다. 웅거의 아들이고, 웅무강의 동생이자 웅연의 형이다. 웅무강이 일찍 죽어서 웅거의 뒤를 이었다. 웅지홍이 죽자 동생인 웅연이 웅지홍의 아들을 죽이고 뒤를 이었다.
| 전 임 아버지 웅거 | 제7대 초나라의 군주 | 후 임 동생 웅연 |